# Mica (societate minieră)

Acţiune de 5.000 de lei a societăţii miniere „Mica”, emisiune din 1936

Mica a fost o societate minieră anonimă din România, nucleul unui puternic concern industrial. A fost înființată în 1920, cu un capital de 25 milioane de lei. 

## Istoric
Societatea a cumpărat în luna mai 1920 cu suma de 15 milioane mărci proprietățile miniere din România (localizate în zona Brad) ale societății „Harkotsche Berwerke und Chemische Fabriken zu Schwelm und Harkorten A.G.” din Gotha (Germania). 
A exploatat în special mine de aur, de argint și de cărbune. Avea uzine proprii de prelucrare a minereurilor, uzine metalurgice, o uzină electrică și numeroase participații la alte întreprinderi industriale din România sau din străinătate. Datorită marilor profituri obținute, și-a mărit sistematic capitalul, care în 1946 a ajuns la 5,25 miliarde lei. 
În 1948 a fost naționalizată odată cu adoptarea Legii naționalizării.